# Košická dohoda
Košická dohoda byla dohodou z roku 1384, podle níž nastoupila na polský trůn mladší dcera uherského krále Ludvíka Velikého Hedvika z Anjou (jako polská královna Hedvika I.).
Na uprázdněný polský trůn po Ludvíku I. měl původně nastoupit snoubenec jeho starší dcery Marie z Anjou Zikmund Lucemburský. Marie však byla korunována uherskou královnou a regentkou během její nezletilosti se stala královna vdova Alžběta Kotromanićová. Polská šlechta odmítla přijmout Zikmunda za svého krále, ale byla ochotna jednat o přijetí Mariiny mladší sestry Hedviky na polský trůn. Podmínkou bylo její trvalé zdržování se v Polsku. Po předchozích jednáních v květnu a červnu 1384 došlo v Košicích k dohodě mezi oběma stranami, kterou zprostředkoval vlivný rod Gorjanských. (Mikuláš I. Gorjanský byl rádcem královny-regentky Alžběty).
Hedviku z Anjou byla korunována v Krakově 15. října 1384. Navzdory svému předchozímu zasnoubení s Vilémem Rakouským byla po korunovaci z politických důvodů nucena vzít si litevského velkoknížete Jagiella, od roku 1386 polského krále Vladislava II. Jagella. Dynastie Jagellonců vládla v Polsku posléze nepřetržitě do roku 1572.